# گری چارلز
گری چارلز (به انگلیسی: Gary Charles) بازیکن فوتبال زادهٔ ۱۳ آوریل ۱۹۷۰ اهل کشور انگلستان که سابقهٔ بازی در تیم ملی فوتبال انگلستان را در کارنامهٔ خود دارد. وی در تاریخ ۸ ژوئن ۱۹۹۱ نخستین بازی ملی خود را در مقابل تیم ملی فوتبال نیوزلند انجام داد و با حضور در ۲ بازی ملی، در تاریخ ۱۲ ژوئن ۱۹۹۱ واپسین بازی ملی‌اش را در برابر تیم ملی فوتبال مالزی برگزار کرد.